# Grand Prix Formule 1 van Canada 1979
De Grand Prix Formule 1 van Canada 1979 werd gehouden op 30 september 1979 in Montreal.

## Uitslag
| Positie | Nummer | Rijder                | Team           | Ronden | Tijd/Opgave              | Startplaats | Punten |
| ------- | ------ | --------------------- | -------------- | ------ | ------------------------ | ----------- | ------ |
| 1       | 27     | Alan Jones            | Williams-Ford  | 72     | 1:52:06.892              | 1           | 9      |
| 2       | 12     | Gilles Villeneuve     | Ferrari        | 72     | +1,080 s                 | 2           | 6      |
| 3       | 28     | Clay Regazzoni        | Williams-Ford  | 72     | +1:13.656                | 3           | 4      |
| 4       | 11     | Jody Scheckter        | Ferrari        | 71     | +1 Ronde                 | 9           | 3      |
| 5       | 3      | Didier Pironi         | Tyrrell-Ford   | 71     | +1 Ronde                 | 6           | 2      |
| 6       | 7      | John Watson           | McLaren-Ford   | 70     | +2 Rondes                | 17          | 1      |
| 7       | 5      | Ricardo Zunino        | Brabham-Ford   | 68     | +4 Rondes                | 19          |        |
| 8       | 14     | Emerson Fittipaldi    | Fittpaldi-Ford | 67     | +5 Rondes                | 15          |        |
| 9       | 17     | Jan Lammers           | Shadow-Ford    | 67     | +5 Rondes                | 21          |        |
| 10      | 1      | Mario Andretti        | Lotus-Ford     | 66     | Geen benzine             | 10          |        |
| NF      | 6      | Nelson Piquet         | Brabham-Ford   | 61     | Versnellingsbak          | 4           |        |
| NF      | 36     | Vittorio Brambilla    | Alfa Romeo     | 52     | Benzinesysteem           | 18          |        |
| NF      | 25     | Jacky Ickx            | Ligier-Ford    | 47     | Versnellingsbak          | 16          |        |
| NF      | 4      | Jean-Pierre Jarier    | Tyrrell-Ford   | 33     | Motor                    | 13          |        |
| NF      | 33     | Derek Daly            | Tyrrell-Ford   | 28     | Motor                    | 24          |        |
| NF      | 31     | Héctor Rebaque        | Rebaque-Ford   | 26     | Chassis                  | 22          |        |
| NF      | 15     | Jean-Pierre Jabouille | Renault        | 24     | Remmen                   | 7           |        |
| NF      | 18     | Elio de Angelis       | Shadow-Ford    | 24     | Ontsteking               | 23          |        |
| NF      | 2      | Carlos Reutemann      | Lotus-Ford     | 23     | Ophanging                | 11          |        |
| NF      | 29     | Riccardo Patrese      | Arrows-Ford    | 20     | Spin                     | 14          |        |
| NF      | 8      | Patrick Tambay        | McLaren-Ford   | 19     | Motor                    | 20          |        |
| NF      | 16     | René Arnoux           | Renault        | 14     | Ongeluk                  | 8           |        |
| NF      | 9      | Hans Joachim Stuck    | ATS-Ford       | 14     | Ongeluk                  | 12          |        |
| NF      | 26     | Jacques Laffite       | Ligier-Ford    | 10     | Motor                    | 5           |        |
| NQ      | 30     | Jochen Mass           | Arrows-Ford    |        |                          |             |        |
| NQ      | 22     | Marc Surer            | Ensign-Ford    |        |                          |             |        |
| NQ      | 20     | Keke Rosberg          | Wolf-Ford      |        |                          |             |        |
| NQ      | 19     | Alex Ribeiro          | Fittpaldi-Ford |        |                          |             |        |
| NQ      | 24     | Arturo Merzario       | Merzario-Ford  |        |                          |             |        |
| NS      | 5      | Niki Lauda            | Brabham-Ford   |        | Gestopt tijdens training |             |        |

## Wetenswaardigheden
- Niki Lauda kondigde zijn afscheid aan tijdens de trainingen. Hierdoor kwam Ricardo Zunino in de Brabham terecht voor de race.

## Statistieken
| Pole-position | Alan Jones | Williams-Ford | 1:29.892 |
| Snelste ronde | Alan Jones | Williams-Ford | 1:31.272 |

## Noot
- Dit was het debuut van de Argentijnse coureur Ricardo Zunino.
- Vijftigste Grand Prix-start voor een Canadese coureur.
- Vijfde Grand Prix-winst voor Alan Jones.

1967 · 1968 · 1969 · 1970 · 1971 · 1972 · 1973 · 1974 · 1976 · 1977 · 1978 · 1979 · 1980 · 1981 · 1982 · 1983 · 1984 · 1985 · 1986 · 1988 · 1989 · 1990 · 1991 · 1992 · 1993 · 1994 · 1995 · 1996 · 1997 · 1998 · 1999 · 2000 · 2001 · 2002 · 2003 · 2004 · 2005 · 2006 · 2007 · 2008 · 2010 · 2011 · 2012 · 2013 · 2014 · 2015 · 2016 · 2017 · 2018 · 2019 · 2022 · 2023 · 2024 · 2025 · 2026 · 2027 · 2028 · 2029